# Морг (земельная мера)
Морг, или Мо́рген (от нем. Morgen, утро или от франц. Morgue) — устаревшая единица измерения площади земли в средневековой Западной Европе и, в частности, в Речи Посполитой (пол. morga, mórg, jutrzyna), равная приблизительно 0,56 гектара.
Аналогом морга в русских мерах площади является обжа.
Первоначально морг означал площадь, которую 1 человек может вспахать или скосить на одной запряжённой лошади в течение рабочего дня (то есть с утра до полудня), и её величина — в зависимости от качества почвы, запряжённых лошадей и инструментов в Европе колебалась от 0,33 до 1,07 гектарa.
Изданный в 1884 году том VI «Географического словаря Королевства Польского и других славянских стран» писал: «Морг (нем. „Morgen“ — утро), означает площадь земли, которую один человек может в течение 1 дня скосить или вспахать. В старопольском языке перевод с немецкого слова „morgen“ на польское слово „утрина“ не прижился, слово „morgen“ осталось в широком обиходе. Размеры морга были различными; каждая область имела свою меру. Морг коронный старопольский равнялся 59,85 ара, морг новопольский — 56,017 ара, литовский морг — 71,226 ара, хелмский старый — 56,062 ара, прусский или магдебургский, известный также как рейнский — 25,532 ара, саксонский морг — 27,67 ара, венский морг — 1600 квадратных саженей или 57,554 ара. Десятина составляла 1,95 новопольского».
До отмены панщины морг был равен площади, которую за день мог обработать сезонный или наёмный работник на фольварке.
В период между 1791 и 1876 годами в Малой Польше (пол. Małopolska) применялись следующие единицы площади земли:
- морг франконский = 1 моргу нижне-австрийскому.

- лан = 48 моргам ≈ 24,2 гектара.

- морг был равен 3 мерам = 1600 венским саженям = 6439,02 венским локтям = 5754,64 метров².

- мера = 533,33 венским саженям = 2146,34 венским локтям = 1918,00 метров².

- венская сажень = 4,0237 венских локтей = 3,60 метра².

- венский локоть = 0,90 метров².